# بروکلزبی، نیو ساوت ولز
بروکلزبی (به انگلیسی: Brocklesby) یک شهرک در استرالیا است که در نیو ساوت ولز واقع شده‌است.